# Andreas Gerth (Fotograf)
Andreas Gerth (* 29. Mai 1964 in Thal) ist ein Schweizer Fotograf mit Schwerpunkt Landschafts- und Städtefotografie.
Seit 1993 veröffentlicht Andreas Gerth fotografische Arbeiten im Bereich Landschaft, Natur und Städte. Er ist Bildautor zahlreicher Publikationen, Bildbände und Kalender. Von 2009 bis 2014 fotografierte er alle 162 Objekte aus dem Bundesinventar der Landschaften und Naturdenkmäler von nationaler Bedeutung (BLN). Andreas Gerth ist Mitglied im Verband der Schweizer Berufsfotografen und Fotodesigner.

## Werke

### Bücher
- Finnland, 1993, Bruckmann Verlag, München
- Zürich, 1994, Bucher Verlag, München
- Luzern, 1994, Bucher Verlag, München
- Baden-Württemberg, 1995, Stürtz Verlag, Würzburg
- Naturerbe der Schweiz, 2015, Haupt Verlag, Bern

### Kalender (Auswahl)
- Natural Fascination, 2004–2009, Eidenbenz
- Zauber der Stille, 2008–2017, Weingarten
- Swiss Prestige, 2010, 2012, 2013, Eidenbenz
- Sehnsuchtskalender Schweiz, 2010, 2014, 2016, Harenberg
- Highlights Switzerland, 2014, 2015, Calendaria
- Light of Switzerland, 2016, 2017, Calendaria
- Colors of Swiss Nature, 2017, Calendaria
- Cities of Switzerland, 2017, Buff